# Catharine Frydendahl
Catharine Elisabeth Frydendahl, født Møller (30. november 1760 i København, død 30. november 1831 sammesteds) var en dansk operasanger og primadonna af dansk opera i 1700-tallet.
Catharine Frydendahl var barn af handskemager Hans Jacob Møller og hans kone Kirstine Matthiesen. I 1776 blev hun elev ved Det Kongelige Teaters operaskole. I 1777 debuterede hun (i syngespillet Skovbyggeren) og blev hurtigt en af de store talenter på den danske operascene. Sammen med tenoren Michael Rosing muliggjorde hun, at opera seria kunne opføres på det kongelige teater med danske sangere. Hun var også en af de første danske sangerinder til at give selvstændige koncerter, på trods af at eksperter bedømte hendes stemme for at have et stort uudnyttet potentiale. Catharine gjorde sig også i skuespil, men blev ikke anset for så god i denne branche. Som person blev hun beskrevet som en ovenud besværlig og intrigant diva som skændtes med ledelsen og bagtalte kollegaerne, som måske endda drev hendes rivalinde Caroline Halle i landflygtighed til Sverige, og i 1780 blev hun og hendes daværende mand smidt i fængsel efter et skænderi med teaterledelsen. Hun trak sig tilbage fra Det Kongelige Teater i 1821 og gav den sidste koncert i 1823.
Catharine var gift først med hofviolinist Jørgen Berthelsen (fra 1789) og dernæst efter hans død med skuespiller Peter Jørgen Frydendahl (sv) (fra 1797). Hun fik fire børn: Hans Jørgen (1790), Frederik Wilhelm (1791), Hans Wilhelm (1798) og Augusta Caroline Henriette (1799).
Hun er begravet på Garnisons Kirkegård. Der findes et portrætmaleri af Jens Juel (privateje) og en tegning af samme (Den Kongelige Kobberstiksamling).